# مت کوهلر
مت کوهلر (انگلیسی: Matt Cohler؛ زادهٔ ۲۷ مارس ۱۹۷۷) یک بازرگان اهل ایالات متحده آمریکا است.